# Adalbert Krech

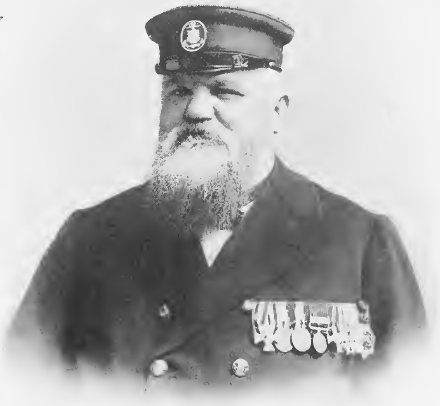
Kapitän Adalbert Krech

Adalbert Krech (* 21. März 1852 in Berlin; † 6. Mai 1907 auf dem Atlantischen Ozean) war ein deutscher Kapitän der Hamburg-Amerikanischen Packetfahrt-Actien-Gesellschaft (HAPAG). Er war 1898–1899 der seemännische Leiter der Deutschen Tiefsee-Expedition mit dem Forschungsschiff Valdivia. Als er 1907 auf hoher See starb, galt er als der mit den meisten Orden dekorierte Kapitän auf dem Atlantik.

## Leben
Adalbert Krech wurde 1852 als Sohn des späteren Direktors des Berliner Friedrichs-Gymnasiums Adolf Ferdinand Krech (1803–1869) und dessen Frau Rosalie Wilhelmine Sophie Ernestine Ottilie von Schwerin (1811–1867) geboren. Seine seemännische Laufbahn begann er 1866 als Schiffsjunge. 1874 erhielt er sein Steuermanns-, 1879 sein Kapitänspatent von der Seefahrtschule Altona. Bis 1890 stieg er bei der HAPAG vom 4. Offizier bis zum Kapitän auf großer Fahrt auf. Er fuhr zunächst auf einem Walfänger, später im Schwarzen Meer zwischen der Türkei und Rumänien und war schließlich einer der bekanntesten Kapitäne der Hamburg-Amerika-Linie.
Als Kapitän des Dampfers Suevia rettete er am 26. Februar 1895 im Nordatlantik die achtköpfige Mannschaft des amerikanischen Schoners Mary E. Amsden während eines Hurricans und erhielt dafür die Lebensrettungsmedaillen von Preußen und Sachsen sowie einen wertvollen Silberpokal von US-Präsident Grover Cleveland. Danach war er Kapitän der Alesia.

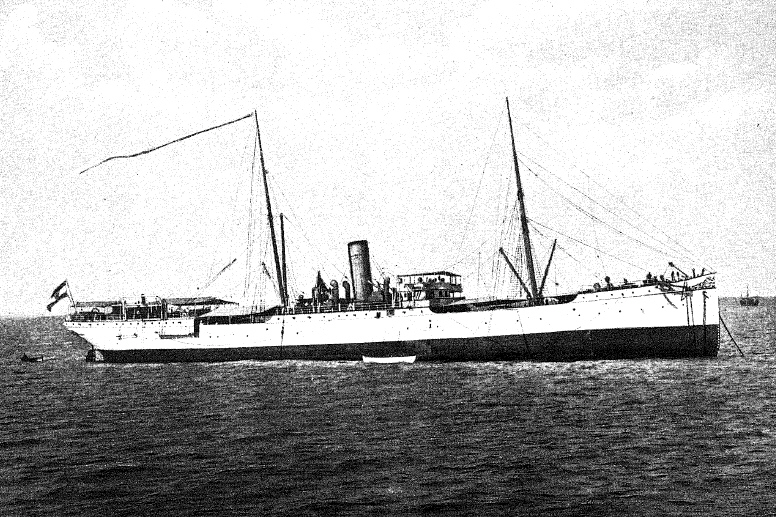
Die Valdivia 1898

1898 wurde für die Deutsche Tiefsee-Expedition ein erfahrener Kapitän gesucht, der mit den komplizierten Manövern beim Dredschen in bis zu 5000 Metern Tiefe zurechtkäme. Die Wahl fiel auf Adalbert Krech, der mit seinem Können maßgeblich zum Erfolg der Expedition beitrug. Die Fahrt der Valdivia dauerte neun Monate und führte durch den Atlantischen und den Indischen Ozean. Ein am 7. November 1898 gelotetes Tief im Guineabecken (5695 m) trägt heute Krechs Namen. Am 25. November 1898 gelang es ihm, die 1825 letztmals gesichtete Bouvetinsel wiederzuentdecken und ihre geographische Lage endlich exakt zu bestimmen. Obwohl das Schiff nicht eistauglich war, gelang Krech vor Enderbyland ein Vorstoß bis zum 64. Breitengrad, wo er einen riskanten mehrstündigen Dredschzug in 4636 m Tiefe durchführte. Aus Dankbarkeit benannte der Zoologe August Brauer einen bizarren Tiefseefisch ihm zu Ehren Melanocetus krechi. Die erfolgreiche Expedition brachte Kapitän Krech weitere Auszeichnungen, die Ehrenmitgliedschaft und die Medaille der Royal Scottish Geographical Society sowie den Roten Adlerorden IV. Klasse, den Kaiser Wilhelm II. ihm verlieh.
Zu seiner letzten Fahrt mit der Graf Waldersee – Krech sollte anschließend das modernste Schiff der HAPAG, den Doppelschrauben-Postdampfer President Lincoln, führen – verließ er den Hamburger Hafen am 27. April 1907 mit Kurs New York. Beim Zwischenstopp in Plymouth war er krank. Der Schiffsarzt Lubbert diagnostizierte eine Lungenentzündung und schickte ihn in die Kajüte. Eine Woche später verstarb Adalbert Krech mitten auf dem Atlantischen Ozean. Sein Leichnam wurde in New York einbalsamiert und zum Begräbnis nach Hamburg zurückgeschickt. Krech hinterließ eine Frau und zwei erwachsene Söhne; einen Doktor der Chemie und einen Offizier der deutschen Armee.
Kapitän Krech war der mit den meisten Orden dekorierte Kapitän auf dem Atlantik. Für Seenotrettungen war er von der „Hälfte der europäischen Herrscher“ ausgezeichnet worden. Er trug den sächsischen Albrechts-Orden II. Klasse ebenso wie den osmanischen Mecidiye-Orden II. Klasse. Der Kaiser von Japan hatte ihn mit der Lebensrettungsmedaille ausgezeichnet und die chinesische Regierung mit der chinesischen Gedächtnismedaille.